# Jajo (grzyby)

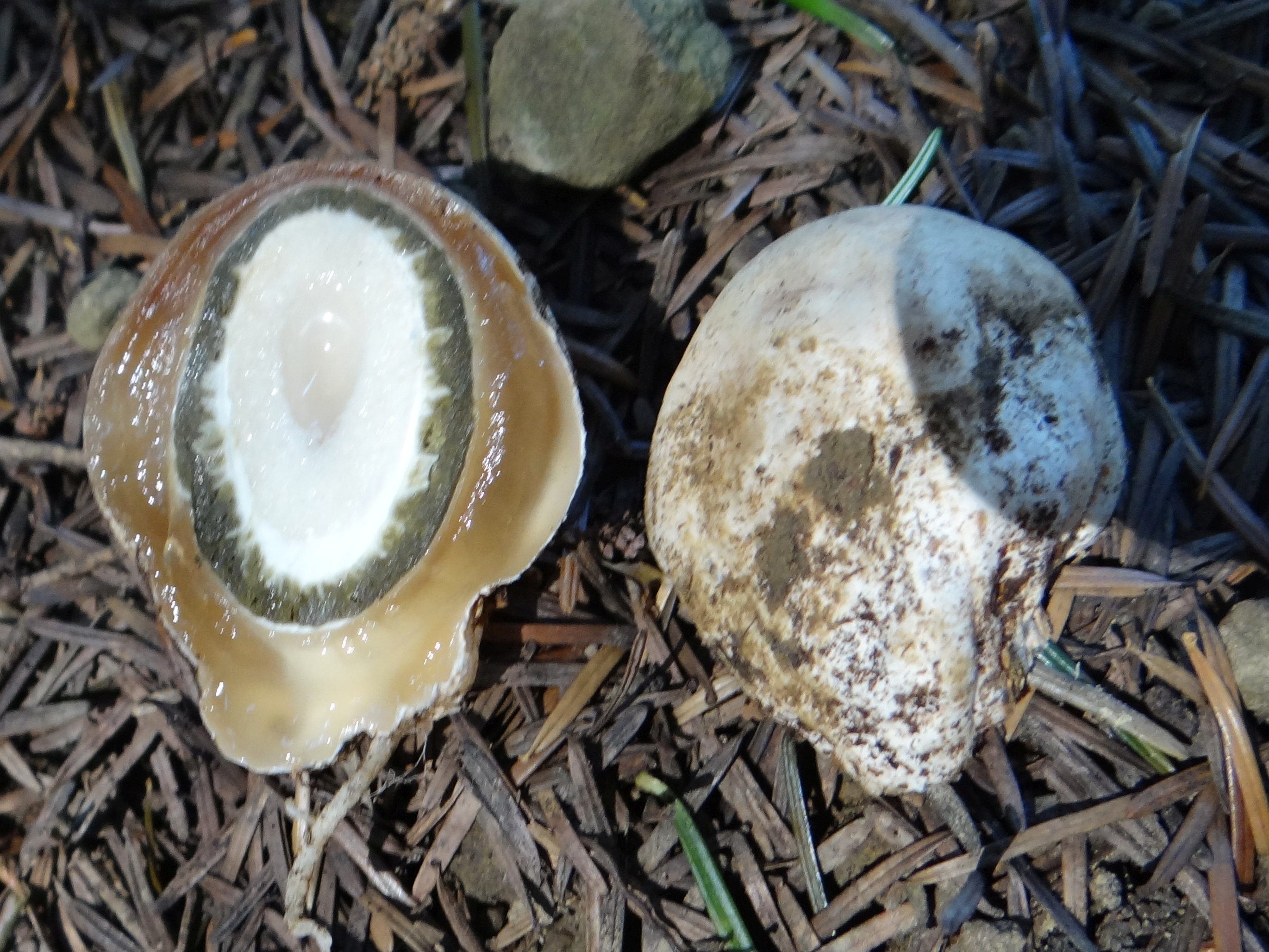
Przekrój przez jajo sromotnika smrodliwego

Jajo – u niektórych grzybów młody owocnik swoim kształtem i wyglądem przypominający jajo ptaków (stąd też jego nazwa). Może mieć kształt jajowaty, kulisty lub gruszkowaty. Tego typu owocniki występują np. w rzędzie sromotnikowców. Jajo otoczone jest perydium, które podczas wzrostu ulega rozerwaniu (zazwyczaj w górnej części), a z gleby wypełniającej wnętrze jaja wyrasta dojrzała postać owocnika, zwana receptaklem. Perydium w owocnikach typu jajo jest zazwyczaj trójwarstwowe, czasami dwuwarstwowe. Jego środkowa warstwa jest galaretowata, warstwa zewnętrzna i wewnętrzna są błoniaste i cienkie.
U sromotnika smrodliwego resztki perydium pozostają na ziemi, tworząc pochwę otaczającą trzon. U okratka australijskiego osłona pęka promieniście, a powstałe z niej ramiona odchylają się na boki, dzięki czemu powstaje receptakl o oryginalnym wyglądzie.
Między zewnętrzną i wewnętrzną osłoną jaja występuje wysoki turgor. W pewnym momencie, gdy jajo osiągnie dojrzałość, następuje gwałtowne pęknięcie osłony zewnętrznej i w jednym momencie wystrzeliwuje z niej receptakl. Feliks Teodorowicz nazywa to eksplozją. Natychmiast po eksplozji obydwie błony wraz z galaretowatą zawartością opadają flakowato wokół receptakla, który wcześniej zwinięty, teraz wyprostowuje się i przyjmuje pionową postawę.